# 旧乾邸
旧乾邸（きゅういぬいてい）は、兵庫県神戸市東灘区にある歴史的建造物。乾汽船創業者、4代目新兵衛・乾新治の邸宅として、関西を代表する建築家・渡辺節が設計した個人住宅である。

## 概要
旧乾邸は、1936年に旧住吉村(現神戸市東灘区)に、モダニズム建築で知られる渡辺節の設計によって、和館と洋館が建てられた。
洋館は鉄筋コンクリート造2階建て(一部木造)住宅で、L字形の建物に約20の洋・和室、豪華な暖炉やシャンデリア、吹き抜けのホールなどがある。
1993年、5代目当主の豊彦が死去し、養父・4代目当主新治から受け継いだ邸宅は相続税として国に物納された。
神戸市が約15億円での買い取りと歴史的建造物としての活用を提案していた最中、阪神・淡路大震災で洋館と付随するガレージ、土蔵は損壊を免れたが、和館が全壊。
震災による財政の悪化で購入協議は中断したものの、1996年以降、国と委託管理契約を結び、ドラマのロケや内覧会、コンサートや写真展、シンポジウム会場など市民団体の行事の場所として貸し出してきた。
外装・内装・建具等は当初材のまま残されている部分が多く、渡辺が得意とする内外の装飾も大部分がそのまま残されている。
NPO法人などの協力により保存運動が続けられた結果、2009年2月24日に主屋、
ガレージ、土蔵、塀が神戸市指定文化財に指定され、建造物の解体を行わない条件で財務省により入札が行われたが、不調に終わった。
その後、同年11月5日に神戸市土地開発公社が財務省に対し購入を申し込み、翌日購入が決定した。
2010年3月19日に待合所が市指定文化財に追加指定され、2011年より、2012年末まで保存修復工事が行なわれ、その際に使用人棟や作業場等の文化財に指定されていない建物については解体撤去された。

## 周辺情報
- 白鶴美術館
- 香雪美術館（村山邸の一部）
- 豊雲記念館
- 旧小寺敬一邸
- 旧大林義雄邸
- 旧武田長兵衛邸（銜艸居・武田資料館）
- 蘇州園（旧弘世助三郎邸）